# Enicospilus transversus
Enicospilus transversus är en stekelart som beskrevs av Chiu 1954. Enicospilus transversus ingår i släktet Enicospilus och familjen brokparasitsteklar. Inga underarter finns listade i Catalogue of Life.